# Староладожский канал
Ла́дожский, позднее Петро́вский или Старола́дожский кана́л — построенный в начале XVIII века 117-километровый водный транспортный путь вдоль берега Ладожского озера, соединяющий реки Волхов и Неву. Конечные шлюзы расположены в Шлиссельбурге и Новой Ладоге. В начале XVIII века канал являлся крупнейшим гидротехническим сооружением Европы. После прокладки Новоладожского канала на многих участках зарос или пересох.

## Строительство
Строительство Ладожского канала началось в 1719 году, при Петре I. В то время желание царя Петра торговать с Европой по Балтике требовало расширения путей сообщения, особенно водных. Один из участков Вышневолоцкого водного пути, соединяющего Волгу с Балтийским морем, проходил через Ладожское озеро. Этот участок являлся одним из самых трудных и опасных: частые штормовые ветра на озере стали причиной гибели сотен кораблей с грузом. В указе от 18 ноября 1718 года Петра I сказано:
какой великий убыток на вся годы чинится на Ладожском озере от худых судов, и что одним сим летом с тысячу судов пропало…
В связи с этим по инициативе Петра началось строительство обходного пути, соединяющего Волхов и Неву. Длина канала по проекту составляла 111 километров, он начинался около города Новая Ладога и заканчивался в Шлиссельбурге, где Нева берёт начало из Ладожского озера. Канал строился без шлюзов, шириной по воде 21,3 м и глубиной 2,1 м.
На начальном этапе строительство сильно затянулось в связи с небрежным ведением дел компанией подрядчиков и руководителя работ Скорнякова-Писарева. Осенью 1723 года Пётр лично проинспектировал строительство, после чего приказал арестовать Скорнякова-Писарева и шлюзовых мастеров-немцев и провести над ними судебное разбирательство. После этого строительство канала взяло на себя государство. И уже летом 1725 года к строительству были привлечены как вольнонаемные работники (7 тыс. человек), так и солдаты регулярной армии (18 тыс. человек).
В. О. Ключевский описывает этот этап так: 

Пётр сам с инженерами осмотрел местность между Ладогой и Шлюссельбургом и поручил дело князю Меншикову, ничего в нем не понимавшему, но во все совавшемуся. Меншиков с товарищем своим повел дело так, что истратил больше 2 (16 на современные Ключевскому деньги) миллионов рублей, без толку копаясь в земле, переморил дурным продовольствием и болезнями тысячи рабочих и ничего не сделал. Петр передал работу вступившему тогда в русскую службу опытному инженеру Миниху, который окончил 100-верстное сооружение уже по смерти Петра.
В 1726 году был закончен участок между Волховом и селом Чёрное протяжённостью около 29 км, по участку началось движение судов. Это значительно ускорило работу, так как теперь материалы доставлялись к месту строительства по воде.
22 октября 1730 года под руководством генерала Миниха строительство канала было закончено, и 19 (30) марта 1731 года было объявлено об окончательном открытии всего канала. Однако при строительстве не были учтены многие местные гидрологические особенности. Поэтому на следующий год, в сентябре 1732 года было принято решение построить шлюзы на краях канала — в Шлиссельбурге и Новой Ладоге. В 1765 году в Новой Ладоге было построено Новое устье канала — с целью упрощения судозахода из строящегося напротив Сясьского канала. В 1800—1806 годах в Шлиссельбурге также было построено Новое устье с одним шлюзом.
В 1826 году в Шлиссельбурге были сооружены новые гранитные шлюзы. Вместе с ними были построены сохранившиеся до наших дней накопительный бассейн и разводной двухпролётный мост на гранитных колоннах. В Новой Ладоге были установлены три паровых насоса общей производительностью 13 тыс. м3/ч для перекачки при необходимости воды из Волхова в канал. В 1836—1842 годах в Шлиссельбурге было реконструировано и Новое устье, с устройством двух шлюзов, облицованных гранитом, и разводного однопролётного моста.
В настоящее время Староладожский канал непригоден для судоходства, он практически весь зарос и имеет вид канала только в окрестностях Шлиссельбурга и Новой Ладоги. Для движения судов малого водоизмещения используется Новоладожский канал.

## Галерея
- Сплав леса по Петровскому каналу. Фото 1909 года
- Шлюз в западном устье (Шлиссельбург)
- Шлюз в восточном устье (Новая Ладога)
- Заросший Петровский канал, 2007